# Userdel
userdel (od ang. delete user) – polecenie, które podobnie jak useradd służy do zarządzania kontami użytkowników w systemach rodziny Unix oraz Linux, to polecenie usuwa istniejące konto użytkownika z systemu, przy opcji -r usuwa również katalog domowy.

## Składnia polecenia
Ponieważ istnieje kilka odmian polecenia userdel dla różnych systemów, postaram się wymienić tutaj te najbardziej popularne i najczęściej spotykane.

### Unix
- NetBSD

Polecenie userdel:
```
     userdel [-rSv] [-p zachowaj_wartość] nazwa_użytkownika
```

Polecenie userdel z opcją -D:
```
     userdel -D [-p zachowaj_wartość]
```

- OpenBSD

Polecenie userdel:
```
     userdel [-prv] nazwa_użytkownika
```

Polecenie userdel z opcją -D:
```
     userdel -D [-p zachowaj_wartość]
```

### Linux
- Slackware 11.0

Chyba najprostsza postać polecenia userdel:
```
     userdel [-r] nazwa_użytkownika
```

- openSUSE

Polecenie userdel
```
     userdel [-D binddn] [-P ścieżka] [-r [-f]] nazwa_użytkownika
```

Polecenie userdel z dodatkowymi opcjami
```
     userdel [-uv]
```

## Opis opcji

### Opis opcji poleceniauserdel
| Argument            | Znaczenie |
| ------------------- | --- |
| -r                  | ustawienie tej opcji spowoduje usunięcie katalogu domowego użytkownika.                                                                                                   |
| -f                  | opcja wymuszenia usunięcia konta użytkownika zalogowanego. |
| -p zachowaj_wartość | zachowanie użytkownika w pliku /etc/passwd, usunięcie odbywa się poprzez ustawienie hasła "niemożliwego", jest to robione, aby można było skorzystać z konta użytkownika. |
| -u                  | wyświetlenie informacji o tym jak użyć narzędzia. |
| -v (OpenSUSE)       | użycie opcji wyświetli wersję polecenia. |
| -v (UNIX)           | wyświetlanie informacji zwrotnej polecenia na konsolę. |
| -P ścieżka          | ustawienie powłoki systemowej użytkownika, domyślnie wybierana jest domyślna powłoka systemowa.                                                                           |
| -S                  | pozwolenie na usunięcie również konta użytkownika z Samba. |
| -D binddn           | Użycie "Distinguished Name binddn" do podłączenia do katalogu LDAP. |
| nazwa_użytkownika   | tutaj należy podać nazwę konta użytkownika do usunięcia. |

### Opis opcji poleceniauserdelz opcją-D
| Argument            | Znaczenie |
| ------------------- | --- |
| -p zachowaj_wartość | zachowanie użytkownika w pliku /etc/passwd, usunięcie odbywa się poprzez ustawienie hasła "niemożliwego", jest to robione, aby można było skorzystać z konta użytkownika. |

## Przykłady użycia poleceniauserdel
Uwaga. Aby wykonać poniższe polecenia należy mieć prawa użytkownika zaawansowanego lub być zalogowanym jako root
- Usunięcie użytkownika 'jimbo' bez usunięcia jego katalogu domowego:

```
     # userdel jimbo
```

- Usunięcie użytkownika 'jimbo' z usunięciem jego katalogu domowego, polecenie nie zostanie wykonane jeśli użytkownik jest zalogowany do systemu.

```
     # userdel -r jimbo
```

- Usunięcie użytkownika 'jimbo' nawet, gdy ten jest zalogowany:

```
     # userdel -rf jimbo
```

- Wywołanie userdel polecenia bez opcji w systemie OpenSUSE ukaże komunikat:

```
     # userdel
     userdel: Zbyt mało argumentów.
     userdel --help' lub `userdel --usage' podaj więcej informacji.
```

- Wywołanie userdel polecenia z opcją -u lub --usage w systemie OpenSUSE ukaże komunikat:

```
     # userdel -u
     Składnia: userdel [-D binddn] [-P ścieżka] [-r [-f]] użytkownik
```

- Wywołanie userdel polecenia z opcją --help w systemie OpenSUSE ukaże komunikat:

```
     # userdel --help
     Składnia: userdel [-D binddn] [-P ścieżka] [-r [-f]] użytkownik
     userdel - usunięcie użytkownika i związanych z nim plików
       -r             Usunięcie katalogu domowego i skrzynki pocztowej
       -f             Force removal of files, even if not owned by user
       -D binddn      Użycie dn "binddn" do podłączenia do katalogu LDAP
       -P ścieżka     Szukanie plików passwd, shadow i group w "ścieżce"
      --usługa usł    Dodanie konta do usługi nazw 'usł'
      --help     Wyświetlenie tego opisu
      -u, --usage    Wyświetlenie krótkiej informacji o składni
      -v, --version  Wypisanie wersji programu
Poprawne usługi dla --services to: files, ldap
```

## Powiązane z tematem pliki
Poniżej w tabelce wypisane są pliki, które zawierają informację o kontach użytkowników, grupach, itd...
| Plik        | Opis                                             |
| ----------- | ------------------------------------------------ |
| /etc/passwd | plik z kontami użytkowników.                     |
| /etc/shadow | zabezpieczona informacja o kontach użytkowników. |
| /etc/group  | plik z informacją o grupach.                     |

## Pozostałe polecenia do zarządzania kontami użytkownika
- useradd - polecenie służące do dodawania kont użytkowników.
- usermod - polecenie służące do modyfikacji kont użytkowników.
- users - wyświetlenie nazw zalogowanych użytkowników.
- passwd - polecenie służące do zmiany hasła do kont użytkowników.
- groups - polecenie wyświetlające do jakich grup należy konto użytkownika.
- groupadd - polecenie służące do dodawania grup.
- groupmod - polecenie służące do modyfikacji grup.
- groupdel - polecenie służące do usuwania grup.
- chfn - polecenie służące do zmiany informacji fingerowej.
- chsh - polecenie do zmiany zgłoszeniowej powłoki systemowej.